# Wladimir Iwanowitsch Schdanow

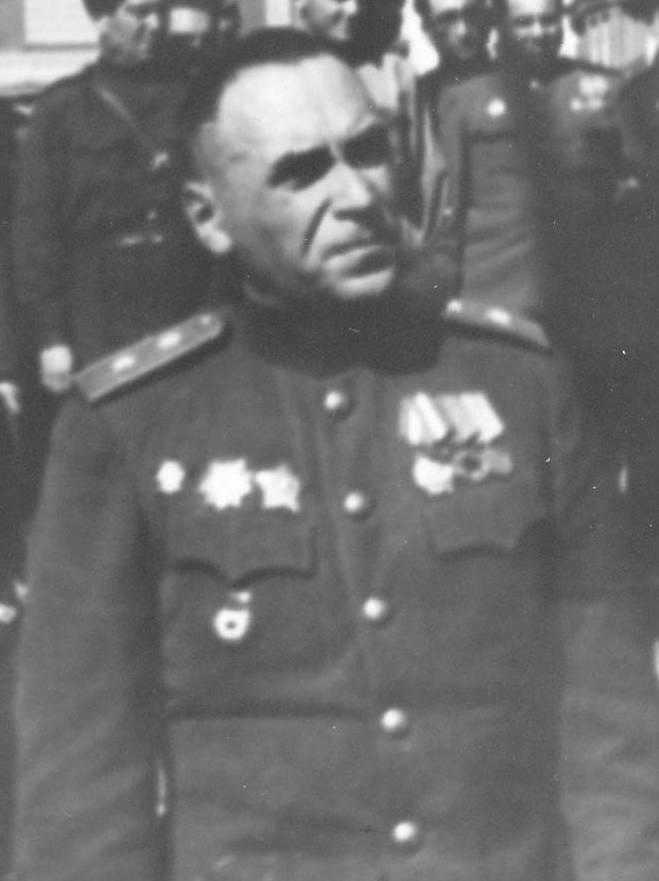
Generalleutnant Wladimir Schdanow, 1944

Wladimir Iwanowitsch Schdanow (russisch Владимир Иванович Жданов; * 29. April 1902 in Kiew; † 19. Oktober 1964 in der Nähe von Belgrad) war ein sowjetischer Generaloberst der Panzertruppen.

## Leben
Am 27. August 1920 trat er dem Pjatigorsker Arbeitsbataillon in der 8. Schützendivision der Roten Armee bei und nahm an Kämpfen in den Regionen Kislowodsk, Pjatigorsk, Naltschik und Grosny im Nordkaukasus teil. Vom 10. August 1923 bis September 1926 war er Kadett an der Kiewer Infanterieschule. Ab 15. September 1926 fungierte er als Zugführer im 70. Schützenregiment der 24. Schützendivision. Am 9. September 1931 wurde er Führer einer Maschinengewehrkompanie des 70. Schützenregiments bei der 25. Schützendivision. Vom 17. November 1931 bis März 1932 war er Schüler des Leningrader Panzerfortbildungskurses.
1941 wurde Schdanow zum stellvertretenden Kommandant der Panzerschule Syzransk ernannt. Von 1941 bis 1942 besuchte er die Militärakademie des Generalstabes.
Am 19. Mai 1942 wurde er Stabschef des 13. Panzerkorps (Generalmajor Trofim Iwanowitsch Tanaschischin), welches ab 24. August im Rahmen der 64. Armee im Raum Abganerowo die südlichen Zugänge nach Stalingrad verteidigte. Am 25. Oktober 1942 wurde das Korps in die Reserve der Stalingrader Front zurückgezogen und 9. Januar 1943 in das 4. Garde-Mechanisierte Korps umorganisiert.
Am 31. März 1944 wurde Generalmajor Schdanow selbst Kommandant des 4. Garde-Mechanisierte Korps, das während der Operation Jassy-Kischinew (August 1944) die deutsche Verteidigung am Dnjestr durchbrach und als erster den Fluss Pruth erreichte.
Am 13. September 1944 wurde Schdanow der Titel "Held der Sowjetunion" mit dem Leninorden und der Goldstern-Medaille verliehen und zum Generalleutnant der Panzerstreitkräfte befördert. Für seinen Einsatz in der folgenden Belgrader Operation wurde ihm zusammen mit Petar Dapčević zur Befreiung von Belgrad der Titel des Volkshelden Jugoslawiens zuerkannt.
Von 1945 bis 1947 war er Kommandierender Offizier der 5. Garde-Mechanisierten Division. Danach war er von 1947 bis 1949 Kommandant der 6. Garde-Mechanisierten Armee. Er war bis 1953 Stabschef des Militärbezirks Fernost. Von 1961 bis 1964 war er leitender Militärberater der DDR-Armee.
Am 13. April 1964 wurde er zum Generaloberst und Kommandanten der Militärakademie der Panzerstreitkräfte in der Sowjetunion ernannt. Schdanow starb am 19. Oktober 1964, als sein Flugzeug mit dem Berg Avala kollidierte. Auch Marschall Sergei Birjusow kam bei dem Unfall ums Leben.